# Herbert Kolfhaus
Herbert Kolfhaus (* 10. Oktober 1916; † 17. Januar 1987 in München, beigesetzt auf dem Sollner Waldfriedhof in München nahe seinem letzten Wohnsitz) war ein deutscher Karikaturist.

## Leben
Herbert Kolfhaus besuchte das Gymnasium der Hermann-Lietz-Schulen in deren Internat Schloss Bieberstein in Hessen. Nach Ablegung des Abiturs wurde Kolfhaus in den Kriegsjahren des Zweiten Weltkriegs zum Berichterstatter und fühlte sich nach Kriegsende zum freiberuflichen Karikaturisten berufen.
Seine präzise pointierten Arbeiten ließen ihn schnell bekannt werden und wachsende Wertschätzung erfahren. Daher erlangte seine Signatur „HeKo“ in der Branche alsbald den Status eines anerkannten Markenzeichens. Auch wenn man immer wieder versuchte, Kolfhaus einen modernen, stark konservativen Stempel aufzudrücken, ist er stets seinen liberalen Überzeugungen treu geblieben, bei denen sich aber doch nicht verhehlen ließ, dass sich dennoch konservative Momente auftaten.
So wurden seine Arbeiten, Skizzen und Karikaturen nicht nur vom Münchner Merkur, dem Bayernkurier und anderen bayerischen Zeitschriften, sondern auch weit über Bayern hinaus eben bundesweit von Zeitungen und Zeitschriften (u. a. Rheinischer Merkur, Deutsche Zeitung, Christ und Welt etc.) veröffentlicht. Schon in den Jahren von 1950 bis 1960 wurden etwa 3.000 Karikaturen fertiggestellt, skizziert hat Herbert Kolfhaus damals ein Vielfaches mehr. Gerade die Arbeiten der früheren Jahre waren jeden Tag eine neue Herausforderung, weil er nicht nur innenpolitische Entwicklungen beleuchtete, sondern sich auch dem weltweiten außenpolitischen Szenario widmete. Wer ihn an seinem Arbeitsplatz erlebte, erinnert sich an das Kurzwellen-Radio, mit dem Kolfhaus in den 50er und 60er Jahren in Ermangelung globaler Informationsnetze die Nachrichten für die Karikatur für die nächste Zeitungsausgabe erlangte.
So mancher journalistisch Nahestehende oder politisch Vertraute drängte ihn auch zum Schreiben und zum Verfassen karikaturistischer Buchwerke. Solchem Ansinnen hat er aber mit Ausnahme weniger kleiner Büchlein nicht entscheidend nachgegeben. Aber so manche Buchausgabe anderer Autoren hat Kolfhaus dafür mit Illustrationen und Karikaturen bereichert.
Einige der zahllosen Karikaturen von Herbert Kolfhaus finden sich auch in der Wissensdatenbank CVCE, die von der Centre Virtuel de la Connaissance sur l’Europe in Sassenheim, Luxemburg betreut wird. Weiter wurde das Wirken von Herbert Kolfhaus im Jahr 1993 mit einer Ausstellung in München gewürdigt, die unter dem Thema „Die Europäische Gemeinschaft in den Karikaturen von Herbert Kolfhaus“ veranstaltet worden war.
Angesichts seines Lebenswerkes ist Herbert Kolfhaus einer der ganz großen deutschen Karikaturisten und – da in Bayern beheimatet – in eine Reihe mit Horst Haitzinger, Dieter Hanitzsch, Ernst Hürlimann und Ernst Maria Lang zu stellen, wenn man einen jeden für seine Zeit betrachtet.

## Familie
Das Lebenswerk von Herbert Kolfhaus gereichte in aller Schaffenskraft und an der Seite seiner Ehefrau Gertrud Kolfhaus bis zum friedvollen Tod in das Jahr 1987. Die Ehe war kinderlos geblieben.

## Schöpferischer Nachlass
Der beruflich-schöpferische Nachlass von Herbert Kolfhaus befindet sich ob zeitgeschichtlicher Bedeutung im Wesentlichen seit 1990 im Archiv der deutschen politischen Hanns-Seidel-Stiftung München und wurde dort ab 1996 aufgearbeitet und ab 1997 digitalisiert. Dabei handelt es sich um etwa 6 lfdm Originalzeichnungen und Skizzen aus den Jahren 1950 bis 1987 sowie Bücher und Zeitungsausschnitte etc. (Hinsichtlich einiger Bildrechte an Karikaturen von Herbert Kolfhaus findet sich im Internet eine Liste verschiedener Rechteinhaber.)